# Don Pedro Colley

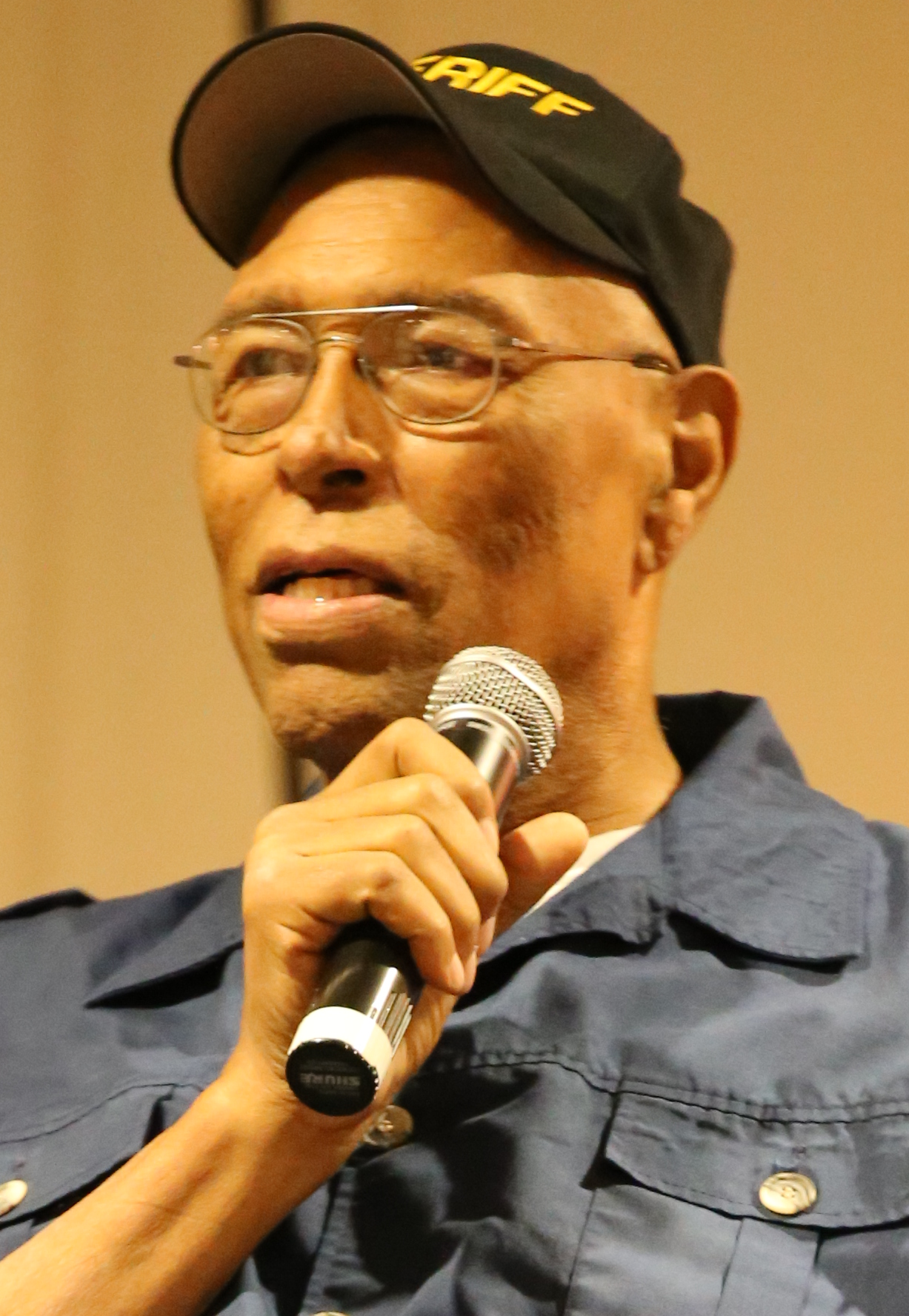
Don Pedro Colley (2015)

Don Pedro Colley (* 30. August 1938 in Klamath Falls, Oregon; † 11. Oktober 2017) war ein US-amerikanischer Schauspieler.

## Werdegang
Colley ging zur Klamath Union High School, in der er Football spielte und Leichtathlet war. Als Diskuswerfer versuchte er erfolglos, sich für die Olympischen Spiele von 1960 zu qualifizieren. Später ging er an die University of Oregon und studierte Architektur. Durch einen Zufall wurde Colley schließlich Theaterschauspieler: Freunde baten ihn, sie doch bitte wegen ihrer Proben mit dem Wagen zum Theater zu fahren. Er wurde dabei in das Theater geschmuggelt und trat so in einer kleineren Rolle selbst auf der Bühne auf. In den folgenden fünf Jahren lernte er die Schauspielerei in verschiedenen Theaterproduktionen in San Francisco.
1967 gab Colley sein Fernsehdebüt in einer Gastrolle in Daktari In Deutschland ist der Schauspieler besonders durch seine Rolle als SRT in George Lucas Science-Fiction-Film THX 1138 und durch seine Nebenrolle in dem Spielfilm Rückkehr zum Planet der Affen bekannt. In der Serie Ein Duke kommt selten allein hatte er in den 1980er-Jahren eine wiederkehrende Nebenrolle als Sheriff Little. Bis in die 1990er-Jahre stand er regelmäßig für Hollywood-Produktionen vor der Kamera.

## Filmografie (Auswahl)
Filme
- 1970: Rückkehr zum Planet der Affen (Beneath the Planet of the Apes)
- 1971: THX 1138
- 1974: Die schwarzen Zombies von Sugar Hill (Sugar Hill)
- 1974: Herbie groß in Fahrt (Herbie Rides Again)
- 1988: Blue Iguana oder der Sarg ist Himmelblau (The Blue Iguana)
- 1998: A Hollow Place (Kurzfilm)

Fernsehen
- 1971: Mord in San Francisco (Crosscurrent, Fernsehfilm)
- 1977: Unsere kleine Farm (Salomons Weisheit – The Wisdom of Solomon)
- 1981–1984: Ein Duke kommt selten allein (The Dukes of Hazzard, 13 Folgen)
- 1984: Das A-Team (The A-Team, 2 Folgen)
- 1995: Die Rückkehr der Piranhas (Piranha, Fernsehfilm)

## Einzelnachweis
1. ↑  Don Pedro Colley 8.30.1938 – 10. November 2017

| Personendaten    | Personendaten                  |
| ---------------- | ------------------------------ |
| NAME             | Colley, Don Pedro              |
| KURZBESCHREIBUNG | US-amerikanischer Schauspieler |
| GEBURTSDATUM     | 30. August 1938                |
| GEBURTSORT       | Klamath Falls, Oregon, USA     |
| STERBEDATUM      | 11. Oktober 2017               |